# Sophie Tottie
Gerda Birgitta Sophie Tottie, född 27 februari 1964 i Kungsholms församling, Stockholm, är en svensk konstnär.
Sophie Tottie är dotter till Thomas Tottie. Hon utbildade sig på Gerlesborgsskolan i Stockholm 1984–1986, på Institut des hautes études en arts plastiques i Paris 1989–1990 och på Kungliga Konsthögskolan i Stockholm 1986–1991. 
Hon har undervisat på Konsthögskolan i Malmö 2001–2009 och är sedan 2012 professor i fri konst på Kungliga Konsthögskolan i Stockholm. Hon utsågs i augusti 2013 till vinnare av Carnegie Art Awards andra pris 2014.
Sophie Tottie är sedan 2015 ledamot av Konstakademien.
Hon finns representerad vid bland annat Norrköpings Konstmuseum.
1998–2012 var hon gift med Aris Fioretos.

## Offentliga verk
- Rundöga (Cyklop), sex cirkelformade takmålningar på borstat stål och tre yllemattor med infällda teckningar, 2008, Filosofiska biblioteket vid Lunds universitet
- Jag flyger! Jag flyger!, ridå, 1999 i Hörsalen på Mälardalens högskola[7]